# اختر آبی هوبریشت
اختر آبی هوبریشت (نام علمی: Amsonia hubrichtii) نام یک گونه از سرده اختر آبی است.

## نگارخانه

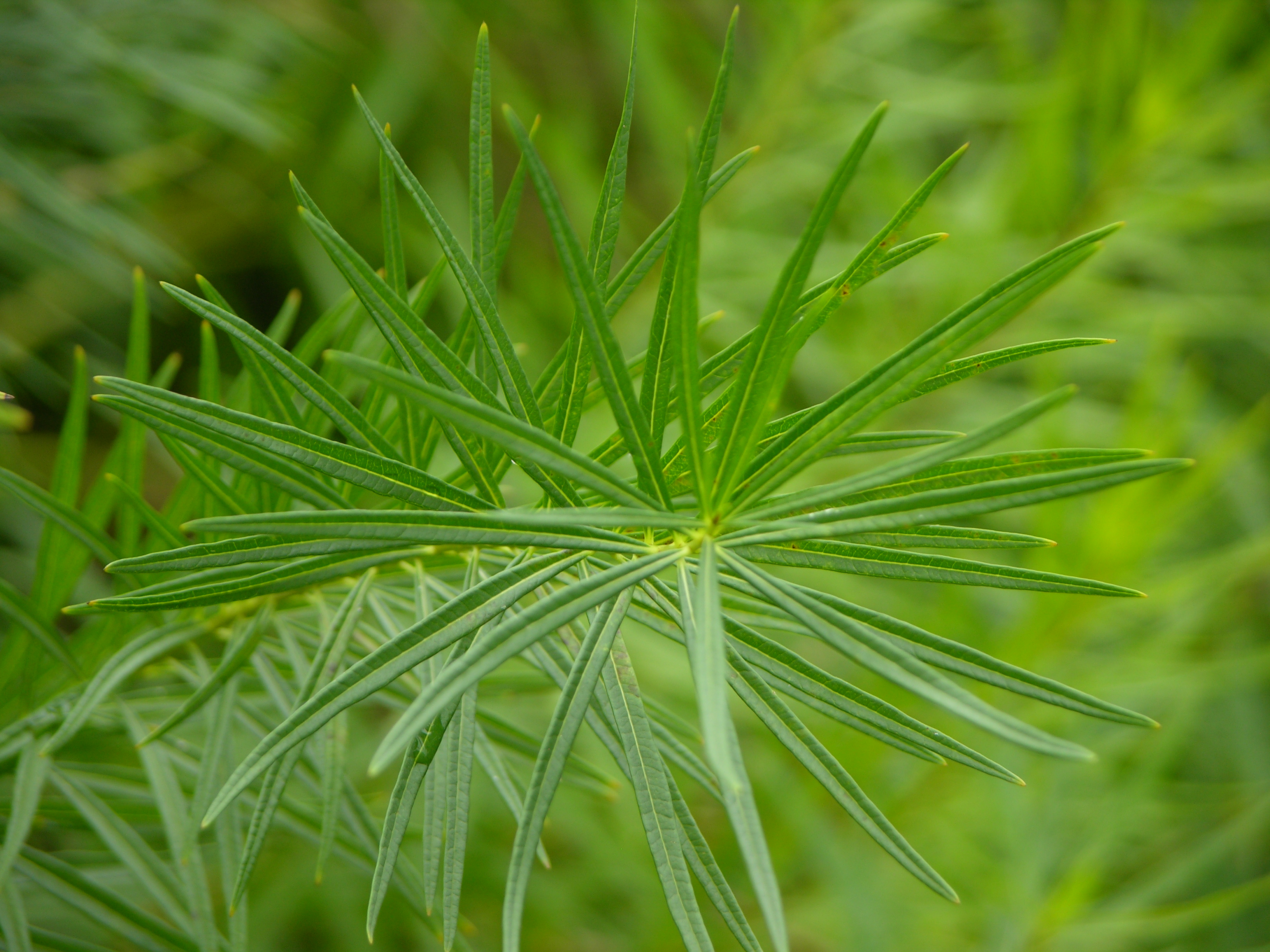
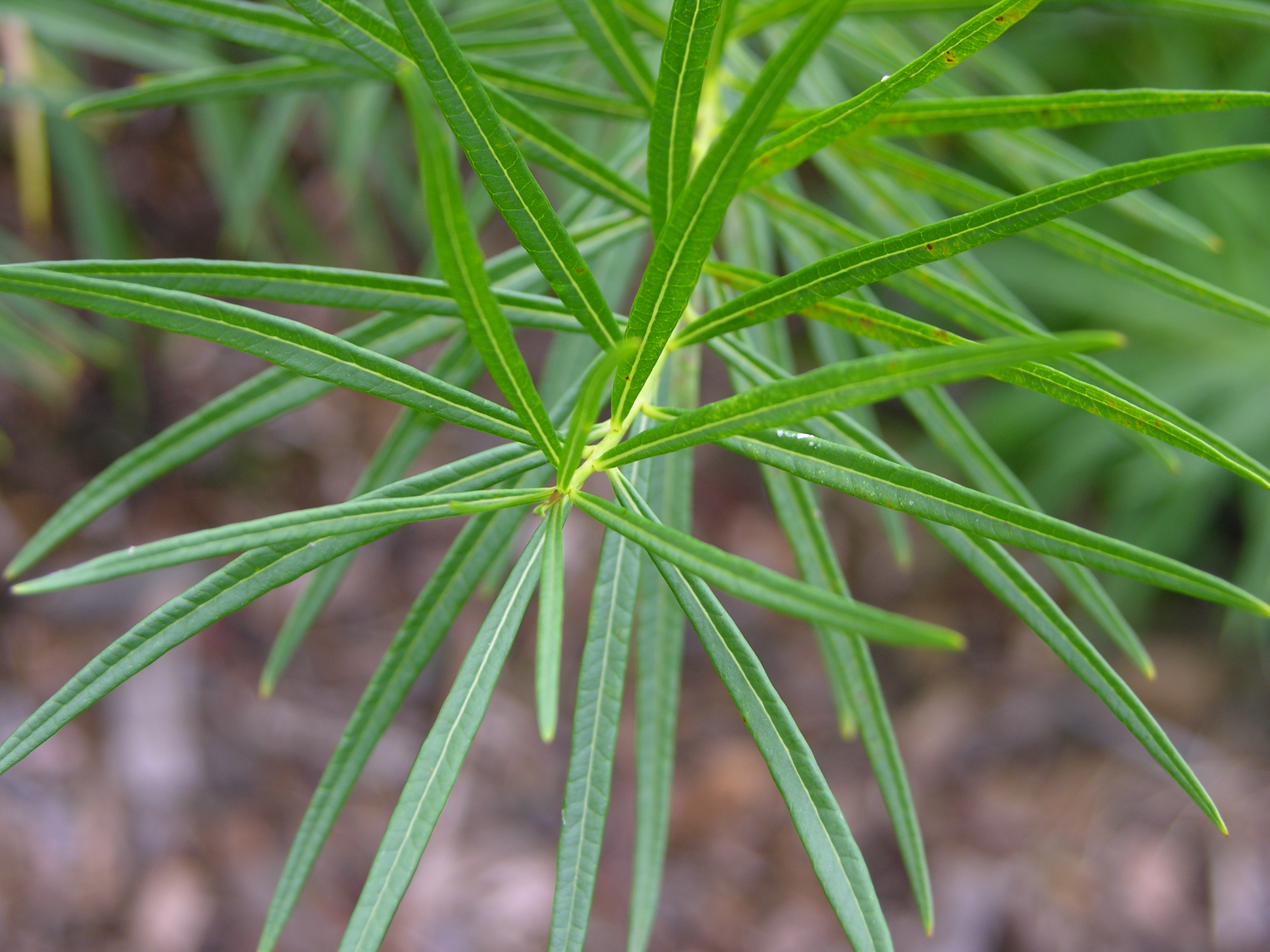